# Jan Vermeer van Delft
Jan Vermeer van Delft, tudi Johannes Vermeer ali Ver Meer, nizozemski baročni slikar, * 31. oktober 1632, Delft, Nizozemska, † december 1675, Delft.
Johannes Vermeer je bil nizozemski slikar, ki se je specializiral za domače notranje prizore iz življenja srednjega razreda. Velja za enega največjih slikarjev nizozemske zlate dobe. V času svojega življenja je bil zmerno uspešen provincialni žanrski slikar, priznan v Delftu in Haagu. Ustvaril je razmeroma malo slik, predvsem pa se je preživljal kot trgovec z umetninami. Ni bil premožen; ob njegovi smrti je njegova žena ostala dolžna.
Vermeer je delal počasi in zelo skrbno ter pogosto uporabljal zelo drage pigmente. Še posebej je znan po mojstrski uporabi svetlobe pri svojem delu. »Skoraj vse njegove slike«, je zapisal Hans Koningsberger, »so očitno postavljene v dveh majhnih sobah v njegovi hiši v Delftu; prikazujejo isto pohištvo in dekoracije v različnih aranžmajih in pogosto prikazujejo iste ljudi, večinoma ženske.«
Skromna slava, ki jo je užival v življenju, je po njegovi smrti postala tema. Komaj je bil omenjen v glavni knjigi Arnolda Houbrakena o nizozemskem slikarstvu 17. stoletja (Veliko gledališče nizozemskih slikarjev in umetnic, objavljeno 1718) in je bil zato skoraj dve stoletji izpuščen iz nadaljnjih pregledov nizozemske umetnosti. V 19. stoletju sta Vermeerja ponovno odkrila Gustav Friedrich Waagen in Théophile Thoré-Bürger, ki sta objavila esej, v katerem sta mu pripisala 66 slik, čeprav mu danes na splošno pripisujejo le 34 slik. Od takrat je Vermeerjev ugled izjemno narasel.

## Življenje
O Vermeerjevem življenju je bilo do nedavnega relativno malo znanega. Zdi se, da je bil predan izključno svoji umetnosti in je preživel svoje življenje v mestu Delft. Do 19. stoletja so bili edini viri informacij nekateri registri, uradni dokumenti in komentarji drugih umetnikov; zato ga je Thoré-Bürger poimenoval Sfinga iz Delfta. John Michael Montias je dodal podrobnosti o družini iz mestnega arhiva Delfta v svojih Umetniki in obrtniki v Delftu: družbeno-ekonomska študija sedemnajstega stoletja (1982).

### Mladost in dediščina
Johannes Vermeer je bil krščen v reformirani cerkvi 31. oktobra 1632. Njegova mati Digna Baltens (okoli 1596–1670) je bila iz Antwerpna. Dignin oče, Balthasar Geerts ali Gerrits (rojen v Antwerpnu leta 1573 ali okoli njega) se je podjetno ukvarjal s kovinarstvom in je bil aretiran zaradi ponarejanja. Vermeerjev oče, po imenu Reijnier Janszoon, je bil delavec srednjega razreda za svilo ali kavo (mešanica svile in bombaža ali volne). Bil je sin Jana Reyersza in Cornelie (Neeltge) Goris. Kot kot vajenec v Amsterdamu je Reijnier živel na modni ulici Sint Antoniesbreestraat, kjer je takrat živelo veliko slikarjev. Leta 1615 se je Reijnier poročil z Digno. Par se je preselil v Delft in imel hčerko po imenu Gertruy, ki je bila krščena leta 1620. Leta 1625 je bil Reijnier vpleten v boj z vojakom po imenu Willem van Bylandt, ki je pet mesecev pozneje umrl zaradi ran. Približno v tem času se je Reijnier začel ukvarjati s slikami. Leta 1631 je vzel v zakup gostilno, ki jo je poimenoval »Leteča lisica«. Leta 1635 je stanoval na Voldersgracht 25 ali 26. Leta 1641 je kupil večjo gostilno na trgu, imenovano po flamskem mestu »Mechelen«. Nakup gostilne je predstavljal precejšen finančni zalogaj. Ko je Reijnier umrl oktobra 1652, je Vermeer prevzel vodenje družinskega umetniškega posla.

### Poroka in družina
Aprila 1653 se je Johannes Reijniersz Vermeer poročil s katoličanko Catharino Bolnes (Bolenes). Blagoslov je potekal v mirni bližnji vasici Schipluiden. Vermeerjeva nova tašča Maria Thins je sprva nasprotovala poroki, saj je bila bistveno bogatejša od njega, in verjetno je bila ona tista, ki je vztrajala, da se Vermeer pred poroko 5. aprila spreobrne v katoličanstvo. Dejstvo, da je Vermeerjev oče je bil v znatnih dolgovih tudi ni pomagal pri razpravah o poroki. Leonaert Bramer, ki je bil tudi sam katoličan, je za Vermeerja namenil dobro besedo in prav to je vodilo Marijo, da je opustila svoje nasprotovanje. Po besedah umetnostnega zgodovinarja Walterja Liedtkeja se zdi, da je bila Vermeerjeva spreobrnitev narejena s prepričanjem. Njegova slika Alegorija vere, ki je nastala med letoma 1670 in 1672, je manj poudarjala običajna naturalistična zanimanja umetnikov in bolj simbolične verske aplikacije, vključno z zakramentom evharistije. Walter Liedtke v nizozemskih slikah v Metropolitanskem muzeju umetnosti nakazuje, da je bila narejena za učenega in pobožnega katoliškega mecena, morda za njegov schuilkerk ali 'skrito cerkev'. V nekem trenutku se je par preselil k Catharinini materi, ki je živela v precej prostorni hiši v Oude Langendijk, skoraj zraven skrite jezuitske cerkve.  Tu je Vermeer živel do konca svojega življenja in izdeloval slike v sprednji sobi v drugem nadstropju. Njegova žena je rodila 15 otrok, od katerih so bili štirje pokopani, preden so bili krščeni, vendar so bili registrirani kot »otrok Johana Vermeerja«. Imena desetih Vermeerjevih otrok so znana iz oporok, ki so jih napisali sorodniki: Maertge, Elisabeth, Cornelia, Aleydis, Beatrix, Johannes, Gertruyd, Franciscus, Catharina in Ignatius. Večina teh imen je imen svetnikov; najmlajši (Ignacij) je verjetno dobil ime po Ignaciju Loyolskem.

## Kariera
Ni jasno, kje in pri kom se je Vermeer učil kot slikar. Obstaja nekaj špekulacij, da je bil Carel Fabritius morda njegov učitelj, kar temelji na kontroverzni razlagi besedila, ki ga je leta 1668 napisal tiskar Arnold Bon. Umetnostni zgodovinarji niso našli trdnih dokazov, ki bi to podprli. Lokalna oblast Leonaert Bramer je deloval kot prijatelj, vendar je njihov slog slikanja precej drugačen. Liedtke domneva, da se je Vermeer sam učil z uporabo informacij iz ene od očetovih zvez. Nekateri učenjaki menijo, da se je Vermeer šolal pri katoliškem slikarju Abrahamu Bloemaertu. Vermeerjev slog je podoben slogu nekaterih utrechtskih caravaggistov, katerih dela so upodobljena kot slike v slikah v ozadju več njegovih kompozicij.
29. decembra 1653 je Vermeer postal član ceha sv. Luke, poklicnega združenja slikarjev. Zapisi ceha jasno kažejo, da Vermeer ni plačal običajne vstopnine. Bilo je leto kuge, vojne in gospodarske krize; Vermeer ni bil sam v težkih finančnih razmerah. Leta 1654 je strašna eksplozija, znana kot Delft Thunderclap, v skladišču smodnika uničila velik del mesta. Pieter van Ruijven in Maria de Knuijt sta bila Vermeerjeva mecena večji del umetnikove kariere. Leta 2023 so kuratorji razstave Vermeerjevih del leta 2023 v Rijksmuseumu v Amsterdamu njegovo ženo Mario de Knuijt označili za glavno pokroviteljico zaradi njenega dolgoletnega in podpirajočega odnosa z umetnikom. Zdi se, da se je Vermeer zatekel po navdih k umetnosti fijnschilderjev iz Leidna. Vermeer se je odzval na trg slik Gerarda Douja, ki je njegove slike prodajal po previsokih cenah. Dou je morda vplival tudi na Pietra de Hoocha in Gabriela Metsuja. Vermeer je za svoja dela zaračunaval tudi višje cene od povprečja, ki jih je večino odkupil neznani zbiratelj.
Vpliv Johannesa Vermeerja na Metsuja je očiten: svetloba z leve, marmorna tla. (A. Waiboer pa meni, da Metsu zahteva večjo čustveno vpletenost gledalca.) Vermeer je verjetno tekmoval tudi z Nicolaesom Maesom, ki je ustvarjal žanrska dela v podobnem slogu. Leta 1662 je bil Vermeer izvoljen za vodjo ceha in je bil ponovno izvoljen v letih 1663, 1670 in 1671, kar dokazuje, da je (tako kot Bramer) med svojimi vrstniki veljal za uveljavljenega obrtnika. Vermeer je delal počasi, verjetno je izdelal tri slike na leto po naročilu. Balthasar de Monconys ga je obiskal leta 1663, da bi si ogledal nekaj njegovih del, vendar Vermeer ni imel slik za pokazati. Diplomata in dva francoska duhovnika, ki sta ga spremljala, so poslali k Hendricku van Buytenu, peku, ki je imel nekaj njegovih slik kot zavarovanje.
Leta 1671 je Gerrit van Uylenburgh organiziral dražbo zbirke Gerrita Reynsta in ponudil 13 slik in nekaj kipov Frideriku Viljemu, volilnemu knezu Brandenburga. Friderik jih je obtožil, da so ponaredki, in jih po nasvetu Hendricka Fromantiouja 12 poslal nazaj. Van Uylenburg je nato organiziral nasprotno presojo in pozval skupno 35 slikarjev, naj se izrečejo o njihovi avtentičnosti, vključno z Janom Lievensom, Melchiorjem de Hondecoeterjem, Gerbrandom van den Eeckhoutom in Johannesom Vermeerjem.

### Vojne in smrt
Leta 1672 je Nizozemsko republiko prizadela huda gospodarska kriza, znana kotRampjaar, potem ko so francoske čete pod vodstvom Ludvika XIV. med francosko-nizozemsko vojno vdrle v državo z juga. Istočasno so čete iz Münstra in Kölna vdrle v državo z vzhoda in povzročile več uničenja. Veliko ljudi je zajela panika; zaprta so bila sodišča, gledališča, trgovine in šole. Vermeerjeva prodaja slike tistega leta je bila njegova zadnja. Minilo je pet let, preden so se razmere izboljšale. Leta 1674 je bil Vermeer uvrščen med državljanske gardiste. Poleti 1675 si je Vermeer v Amsterdamu izposodil 1000 guldnov od Jacoba Romboutsza (dedka Hendricka Sorgha), amsterdamskega trgovca s svilo, pri čemer je uporabil lastnino svoje tašče kot poroštvo.
15. decembra 1675 je Vermeer umrl po kratki bolezni, star 43 let. Pokopan je bil v protestantski stari cerkvi 15. decembra 1675. V peticiji svojim upnikom je Catharina Bolnes smrt svojega moža pripisala stresu finančne pritiske in svojo smrt opisal takole:
...med uničujočo vojno s Francijo ne le da ni mogel prodati nobene svoje umetnine, ampak je tudi, na svojo veliko škodo, ostal obdelovan s slikami drugih mojstrov, s katerimi je trgoval. Kot rezultat in zaradi velikega bremena svojih otrok, ki niso imeli lastnih sredstev, je zapadel v propadanje in dekadenco, ki si ju je tako vzel k srcu, da je, v enem dnevu in pol iz zdravega postal mrtev.

## Slog
Vermeer je svoje slike morda najprej izvajal tonsko kot večina slikarjev njegovega časa, pri čemer je uporabljal enobarvne odtenke sive (grizaj) ali omejeno paleto rjavih in sivih ('mrtvo barvanje'), na katere je nanašal bolj nasičene barve (rdeče, rumene in modre) v obliki prozornih glazur. Nobena risba ni bila pozitivno pripisana Vermeerju, njegove slike pa ponujajo le malo namigov o pripravljalnih metodah.
Noben drug umetnik iz 17. stoletja ni uporabljal pretirano dragega pigmenta ultramarina (pridobljenega iz naravnega lapis lazulija) tako razkošno ali tako zgodaj v svoji karieri. Vermeer je to uporabil ne samo v elementih, ki so naravno te barve; uporabil ga je tudi zgodaj v delu, pod poznejšimi zemeljskimi barvami, kot sta umbra in oker, da subtilno niansira njihov odtenek. To delovno metodo je najverjetneje navdihnilo Vermeerjevo razumevanje Leonardovih opazovanj, da je površina vsakega predmeta deležna barve sosednjega predmeta.[54]
Primer Vermeerja, ki uporablja ultramarin kot podbarvo, je v Dekle z vinskim kozarcem. Sence rdeče satenaste obleke so podbarvane z naravnim ultramarinom in zaradi tega spodnjega modrega barvnega sloja dobi mešanica rdečega laka in cinobera, ki je nanesena čeznjo, rahlo vijoličen, hladen in svež videz.
Tudi po Vermeerjevem očitnem finančnem zlomu po tako imenovanem rampjaarju (leto katastrofe) leta 1672 je še naprej radodarno uporabljal naravni ultramarin, kot na primer v Gospa sedi ob virginalu. To bi lahko nakazovalo, da je Vermeerja z gradivom oskrboval zbiratelj, in bi sovpadalo s teorijo Johna Michaela Montiasa, da je bil Pieter van Ruijven Vermeerjev mecen.
Vermeerjeva dela so večinoma žanrska dela in portreti, z izjemo dveh mestnih krajin in dveh alegorij. Njegovi subjekti ponujajo prerez nizozemske družbe 17. stoletja, ki sega od upodobitve preproste mlekarice pri delu do razkošja in blišča bogatih veljakov in trgovcev v njihovih prostornih hišah. Poleg teh tem je v njegovem delu mogoče najti tudi verske, pesniške, glasbene in znanstvene komentarje.

### Materiali za slikanje
Eden od vidikov njegove natančne slikarske tehnike je bila Vermeerjeva izbira pigmentov. Najbolj znan je po svoji pogosti uporabi zelo dragega ultramarina (Mlekarica), pa tudi svinčeno-kositrno rumene (Gospa piše pismo), madder lake (Kristus v hiši Marte in Marije) in vermiliona. Slikal je tudi z oker, kostno črno in azuritom. Trditev, da je uporabil indijsko rumeno v Ženska s tehtnico, je bila ovržena z analizo pigmenta.
V Vermeerjevem opusu je bilo odkritih le okoli 20 pigmentov. Od teh je sedem glavnih, ki jih je Vermeer običajno uporabljal, svinčeno belilo, rumeni oker, cinober, jezersko jezero, zelena zemlja, surova umbra in slonokoščena ali kostna črnina.

### Teorije mehanske pomoči
Vermeerjeve slikarske tehnike so že dolgo vir razprav, glede na njihovo skoraj fotorealistično pozornost do detajlov, kljub temu, da Vermeer ni imel formalne izobrazbe in kljub le omejenim dokazom, da je Vermeer ustvaril kakršne koli pripravljalne skice ali sledi za svoje slike.
Leta 2001 je britanski umetnik David Hockney objavil knjigo Secret Knowledge: Rediscovering the Lost Techniques of the Old Masters, v kateri je trdil, da je Vermeer (med drugimi renesančnimi in baročnimi umetniki, vključno s Hansom Holbeinom in Diegom Velázquezom) uporabljal optiko za doseganje natančnega pozicioniranja v svojih kompozicije in še posebej nekatere kombinacije ukrivljenih zrcal, camere obscure in camere lucide. To je postalo znano kot teza Hockney-Falco, poimenovana po Hockneyju in Charlesu M. Falcu, drugem zagovorniku teorije.
Philip Steadman je leta 2001 izdal knjigo Vermeer's Camera: Uncovering the Truth behind the Masterpieces leta 2001, v kateri je posebej trdil, da je Vermeer za ustvarjanje svojih slik uporabljal camero obscuro. Steadman je opazil, da je bilo veliko Vermeerjevih slik naslikanih v isti sobi, in našel je šest njegovih slik, ki so natanko prave velikosti, če bi bile naslikane iz notranjosti camere obscure na zadnji steni sobe.
Zagovorniki teh teorij so opozorili na dokaze v nekaterih Vermeerjevih slikah, kot so pogosto razpravljani bleščeči biserni poudarki na Vermeerjevih slikah, za katere trdijo, da so rezultat primitivne leče camere obscure, ki proizvaja halacijo. Domnevalo se je tudi, da je bila camera obscura mehanski vzrok za 'pretirano' perspektivo v Glasbena lekcija (London, Royal Collection).
Leta 2008 je ameriški podjetnik in izumitelj Tim Jenison razvil teorijo, da je Vermeer uporabil camero obscuro skupaj s 'primerjalnim zrcalom', ki je po konceptu podobno cameri lucida, vendar veliko enostavnejše in omogoča preprosto ujemanje barvnih vrednosti. Kasneje je teorijo spremenil tako, da je preprosto vključeval konkavno zrcalo in primerjalno zrcalo. Naslednjih pet let je preizkušal svojo teorijo tako, da je s temi orodji sam poustvaril Glasbeno lekcijo, proces, ki je bil ujet v dokumentarnem filmu Tim's Vermeer iz leta 2013.
Jenison je izpostavil več točk v podporo tej tehniki: prva je bila Vermeerjeva hipernatančna izvedba padanja svetlobe vzdolž stene. Nevrobiolog Colin Blakemore v intervjuju z Jenison ugotavlja, da človeški vid ne more obdelati informacij o absolutni svetlosti prizora. Drugi je bil dodatek več poudarkov in obrisov, ki so bili skladni z ujemajočimi se učinki kromatske aberacije, še posebej opazne pri primitivni optiki. Nazadnje, in morda najbolj zgovorno, je opazna ukrivljenost v originalni sliki, ki prikazuje zvitke na devici. Ta učinek se je natančno ujemal z Jenisonovo tehniko, ki je nastala zaradi natančnega podvajanja pogleda, kot ga vidimo iz ukrivljenega ogledala.
Ta teorija ostaja sporna. Ni zgodovinskih dokazov o Vermeerjevem zanimanju za optiko in podroben popis umetnikovih stvari, sestavljen po njegovi smrti, ne vključuje nobene camere obscure ali katere koli podobne naprave. Vendar je bil Vermeer tesno povezan z prvi izdelovalec leč Antonie van Leeuwenhoek, ki je bil po smrti njegov izvršitelj.

## Dela
Domneva se, da je Vermeer izdelal skupno manj kot 50 slik, od katerih jih je 34 preživelo. Umetnik je datiral le tri svoje slike: Zvodnica (1656; Gemäldegalerie, Dresden); Astronom (1668; Louvre, Pariz); in Geograf (1669; Städelsches Kunstinstitut, Frankfurt).
Vermeerjeva tašča Maria Thins je imela Dirck van Baburenovo olje na platnu iz leta 1622 Zvodnica (ali njegovo kopijo), ki se pojavlja v ozadju dveh Vermeerjevih slik. Isto temo je naslikal tudi Vermeer. Skoraj vse Vermeerjeve slike so sodobne teme v manjšem formatu, s hladnejšo paleto, v kateri prevladujejo modra, rumena in siva. Vermeer je naslikal več umetnin, ki prikazujejo čisti profil, kot je slika Ženska z biserno ogrlico, kar je bilo neobičajno v nizozemski umetnosti tistega časa. Praktično vsa njegova ohranjena dela sodijo v to obdobje, običajno domači interierji z eno ali dvema figurama, osvetljenima z oknom na levi. Zanje je značilen občutek za kompozicijsko uravnoteženost in prostorsko urejenost, poenotena z biserno svetlobo. Vsakdanje domače ali rekreacijske dejavnosti so prežete s poetično brezčasnostjo (npr. Dekle bere pismo pri odprtem oknu, Dresden, Gemäldegalerie). Temu obdobju pripisujejo tudi dve Vermeerjevi mestni podobi: Pogled na Delft (Haag, Mauritshuis) in Mala ulica (Amsterdam, Rijksmuseum).
Nekaj njegovih slik kaže na določeno otrdelost in na splošno velja, da predstavljajo njegova pozna dela. Iz tega obdobja izhajata Alegorija vere (ok. 1670; Metropolitanski muzej umetnosti, New York) in Ljubezensko pismo (ok. 1670; Rijksmuseum, Amsterdam).

## Zapuščina
Prvotno so bila Vermeerjeva dela dve stoletji po njegovi smrti večinoma spregledana s strani umetnostnih zgodovinarjev. Izbrano število poznavalcev na Nizozemskem je res cenilo njegovo delo, a kljub temu so bila mnoga njegova dela pripisana takrat bolj znanim umetnikom, kot sta Metsu ali Mieris. Sodobno ponovno odkritje delftskega mojstra se je začelo okoli leta 1860, ko si je direktor nemškega muzeja Gustav Waagen ogledal Umetnost slikanja v galeriji Czernin na Dunaju in prepoznal delo kot Vermeerjevo, čeprav so ga takrat pripisovali Pieterju de Hoochu. Raziskave Théophila Thoré-Bürgerja so dosegle vrhunec z objavo njegovega kataloga raisonné Vermeerjevih del v Gazette des Beaux-Arts leta 1866. Thoré-Bürgerjev katalog je pritegnil mednarodno pozornost na Vermeerja in navedel več kot 70 njegovih del, vključno s številnimi, ki jih je imel za nezanesljiva].
Po ponovnem odkritju Vermeerjevega dela se je več uglednih nizozemskih umetnikov zgledovalo po njegovem delu, vključno s Simonom Duikerjem. Drugi umetniki, ki jih je navdihnil Vermeer, sta danski slikar Wilhelm Hammershoi  in Američan Thomas Wilmer Dewing. V 20. stoletju so Vermeerjevi oboževalci vključevali Salvadorja Dalíja, ki je naslikal svojo različico Klekljarica (po naročilu zbiratelja Roberta Lehmana) in velike kopije izvirnika v nekaterih nadrealističnih poskusih postavil proti nosorogu. Dali je slavil tudi Duh Vermeerja iz Delfta, ki se lahko uporablja kot miza, 1934.
Han van Meegeren je bil nizozemski slikar iz 20. stoletja, ki je delal v klasični tradiciji. Postal je mojster ponarejanja, ki ga je motivirala mešanica estetskih in finančnih razlogov, ustvaril in prodal je veliko novih 'Vermeerjev', preden se je prijavil zaradi ponarejanja, da bi se izognil obtožbi izdaje kapitala zaradi sodelovanja z nacisti, zlasti pri prodaji tistega, kar je bilo verjamejo, da je izvirna umetnina nacistov.
23. septembra 1971 zvečer je 21-letni hotelski natakar Mario Pierre Roymans ukradel Vermeerjevo Ljubezensko pismo iz palače likovnih umetnosti v Bruslju, kjer je bilo posojeno v Rijksmuseumu za razstavo Rembrandt in njegova doba.
Da bi obeležil 26. obletnico odprtja razstave v Narodni galeriji umetnosti v Washingtonu, D. C., ki predstavlja njegovo delo, je Google 12. novembra 2021 Vermeerja počastil z Google Doodle.
Na razstavi leta 2023 v Rijksmuseumu v Amsterdamu je bilo predstavljenih 28 njegovih del, največ doslej skupaj. Razstavo je obiskalo več kot 650.000 ljudi, kar jo uvršča med najbolj obiskane muzejske razstave. Istočasno z razstavo 2023 je izšel dokumentarni film Close to Vermeer. Film je spremljal kustosa Gregorja J. M. Webra in Pietra Roelofa, ko sta iskala posojo Vermeerjevih umetnin v muzejih po vsem svetu. Leta 2023 je izšel še en film o razstavi v muzeju Rijkmuseum: »Vermeer: največja razstava«. (Zunanje povezave do obeh filmov so spodaj.)

## V popularni kulturi
Vermeerjev sloves in dela so predstavljena tako v literaturi kot v filmih. Roman Tracyja Chevaliera Girl with a Pearl Earring (1999) in istoimenski film iz leta 2003 predstavljata izmišljeno pripoved o Vermeerjevem ustvarjanju slavne slike in njegovem odnosu s prav tako izmišljenim modelom.
Mnogi umetniki se zgledujejo po slavnem slikarju, na primer, kulinarična fotografinja Aimee Twigger črpa iz Vermeerjevega chiaroscura za svoja okusna potovanja skozi recepte.

## Izbrana dela
- Dekle z vinskim kozarcem (ok. 1659), muzej Herzoga Antona Ulricha v Brunswicku, Nemčija
- Glasbena lekcija ali Gospa z virginalom z gospodom (c. 1662–1665), Royal Collection, London
- Dekle z bisernim uhanom (1665), velja za Vermeerjevo mojstrovino, Mauritshuis v Den Haagu
- Dekle z rdečim klobukom (ok. 1665–1666), Narodna galerija umetnosti v Washingtonu, D.C.
- Gospodarica in služkinja (1666–1667), Frick Collection, New York
- Umetnost slikanja ali Alegorija slikanja (ok. 1666–1668), Kunsthistorisches Museum, Dunaj
- Astronom (ok. 1668), Louvre, Pariz
- Geograf (1669), Städel, Frankfurt ob Majni
- Gospa piše pismo s služkinjo (ok. 1670–1671), Narodna galerija Irske v Dublinu
- Alegorija vere (1670–1672), Metropolitanski muzej umetnosti, New York
- Gospa sedi ob virginalu (ok. 1670–1672), Narodna galerija, London